# ريدجكريست (كاليفورنيا)
ريدجكريست (بالإنجليزية: Ridgecrest )‏ هي إحدى مدن مقاطعة كيرن، كاليفورنيا. تم إعطاءها لقب مدينة في 29 نوفمبر، 1963.

## المناخ
يظهر الجدول التالي التغييرات المناخية على مدار السنة لريدجكريست:
| البيانات المناخية لـريدجكريست     | البيانات المناخية لـريدجكريست | البيانات المناخية لـريدجكريست | البيانات المناخية لـريدجكريست | البيانات المناخية لـريدجكريست | البيانات المناخية لـريدجكريست | البيانات المناخية لـريدجكريست | البيانات المناخية لـريدجكريست | البيانات المناخية لـريدجكريست | البيانات المناخية لـريدجكريست | البيانات المناخية لـريدجكريست | البيانات المناخية لـريدجكريست | البيانات المناخية لـريدجكريست | البيانات المناخية لـريدجكريست |
| الشهر                             | يناير                         | فبراير                        | مارس                          | أبريل                         | مايو                          | يونيو                         | يوليو                         | أغسطس                         | سبتمبر                        | أكتوبر                        | نوفمبر                        | ديسمبر                        | المعدل السنوي                 |
| --------------------------------- | ----------------------------- | ----------------------------- | ----------------------------- | ----------------------------- | ----------------------------- | ----------------------------- | ----------------------------- | ----------------------------- | ----------------------------- | ----------------------------- | ----------------------------- | ----------------------------- | ----------------------------- |
| الدرجة القصوى °ف (°م)             | 78 (26)                       | 89 (32)                       | 92 (33)                       | 104 (40)                      | 108 (42)                      | 118 (48)                      | 119 (48)                      | 114 (46)                      | 109 (43)                      | 103 (39)                      | 89 (32)                       | 77 (25)                       | 119 (48)                      |
| متوسط درجة الحرارة الكبرى °ف (°م) | 61.3 (16.3)                   | 63.7 (17.6)                   | 74.4 (23.6)                   | 76.1 (24.5)                   | 85.9 (29.9)                   | 98.2 (36.8)                   | 101.8 (38.8)                  | 101.9 (38.8)                  | 94.3 (34.6)                   | 81.2 (27.3)                   | 64.3 (17.9)                   | 58.5 (14.7)                   | 80.1 (26.7)                   |
| متوسط درجة الحرارة الصغرى °ف (°م) | 30.6 (−0.8)                   | 34.6 (1.4)                    | 40.1 (4.5)                    | 45.6 (7.6)                    | 52.8 (11.6)                   | 63.1 (17.3)                   | 68.4 (20.2)                   | 67.4 (19.7)                   | 59.4 (15.2)                   | 48.3 (9.1)                    | 33.8 (1.0)                    | 26.1 (−3.3)                   | 47.5 (8.6)                    |
| أدنى درجة حرارة °ف (°م)           | 6 (−14)                       | 12 (−11)                      | 21 (−6)                       | 27 (−3)                       | 38 (3)                        | 42 (6)                        | 50 (10)                       | 51 (11)                       | 39 (4)                        | 24 (−4)                       | 18 (−8)                       | 8 (−13)                       | 6 (−14)                       |
| الهطول إنش (مم)                   | 0.88 (22)                     | 0.79 (20)                     | 0.78 (20)                     | 0.13 (3.3)                    | 0.11 (2.8)                    | 0.02 (0.51)                   | 0.09 (2.3)                    | 0.31 (7.9)                    | 0.24 (6.1)                    | 0.18 (4.6)                    | 0.27 (6.9)                    | 0.47 (12)                     | 4.27 (108.41)                 |
| متوسط تساقط الثلوج إنش (سم)       | 0.8 (2.0)                     | 0.0 (0.0)                     | 0.0 (0.0)                     | 0.0 (0.0)                     | 0.0 (0.0)                     | 0.0 (0.0)                     | 0.0 (0.0)                     | 0.0 (0.0)                     | 0.0 (0.0)                     | 0.0 (0.0)                     | 0.0 (0.0)                     | 0.5 (1.3)                     | 1.3 (3.3)                     |
| المصدر:                           |                               |                               |                               |                               |                               |                               |                               |                               |                               |                               |                               |                               |                               |

## أعلام
- جيه. مارتن
- بريت باتلز
- جيروم ديفيس